# La nuora ideale
La nuora ideale (Belle Fille) è un film del 2020 diretto da Méliane Marcaggi.

## Trama
La nuora ideale, il film diretto da Méliane Marcaggi, vede protagonista Louise (Alexandra Lamy), una donna di 45 che, stufa del marito traditore, parte per un fine settimana in Corsica. Ma dopo una notte di passione sfrenata con uno sconosciuto, non riesce a svegliare il partner che è morto nel sonno.
La donna viene così scambiata, dalla temibile ma amorevole madre del defunto Andréa (Miou-Miou), per la fidanzata segreta dell'uomo. Costretta a stare al gioco, Louise accetta per schivare i sospetti. Ma mentre sua "suocera" si affeziona sempre più, Louise scopre su se stessa più di quanto avesse mai pensato possibile.